# Liste der denkmalgeschützten Objekte in Čadca
Die Liste der denkmalgeschützten Objekte in Čadca enthält die 20 nach slowakischen Denkmalschutzvorschriften geschützten Objekte in der Gemeinde Čadca im Okres Čadca.

## Denkmäler
| Foto |                 | Denkmal / č. ÚZPF                                | Standort / Konskr. Nr.                              | Offizielle Beschreibung                            | Beschreibung                                     | Metadaten                                                                  |
| ---- | --------------- | ------------------------------------------------ | --------------------------------------------------- | -------------------------------------------------- | ------------------------------------------------ | -------------------------------------------------------------------------- |
|      | Datei hochladen | Kapelle an der Straße(sk) ObjektID: 502-10794/0  | KG: Čadca Konskr.Nr.:                               | r.k.P.M.;kaplnka Panny Márie                       | römisch-katholische Kapelle der Jungfrau Maria   | č. NKP: 502-10794/0 Stand des NKP: 2012-02-08 Name: KAPLNKA PRÍCESTNÁ      |
| BW   | Datei hochladen | Bürgerhaus(sk) ObjektID: 502-10525/0             | Palárikova ul. 1 Standort KG: Čadca Konskr.Nr.: 99  | nárožný;hotel,gastrodom                            | Eckhaus, Hotel, Gasthaus                         | č. NKP: 502-10525/0 Stand des NKP: 2012-02-08 Name: DOM MEŠTIANSKY         |
| BW   | Datei hochladen | Bürgerhaus(sk) ObjektID: 502-10526/0             | Palárikova ul. 4 Standort KG: Čadca Konskr.Nr.:     | schodiskový,nárožný                                | Eckhaus                                          | č. NKP: 502-10526/0 Stand des NKP: 2012-02-08 Name: DOM MEŠTIANSKY         |
| BW   | Datei hochladen | Wohnhaus(sk) ObjektID: 502-10527/0               | Palárikova ul. 20 Standort KG: Čadca Konskr.Nr.: 80 | schodiskový,radový                                 | Reihenhaus                                       | č. NKP: 502-10527/0 Stand des NKP: 2012-02-08 Name: DOM BYTOVÝ             |
| ja   | Datei hochladen | Kirche(sk) ObjektID: 502-10522/1                 | Slobody nám. 1 Standort KG: Čadca Konskr.Nr.:       | r.k.sv.Bartolomeja;farský kostol sv.Bartolomeja    | römisch-katholische Pfarrkirche St. Bartholomäus | č. NKP: 502-10522/1 Stand des NKP: 2012-02-08 Name: KOSTOL                 |
| BW   | Datei hochladen | Park(sk) ObjektID: 502-10522/2                   | Slobody nám. 1 Standort KG: Čadca Konskr.Nr.:       |                                                    |                                                  | č. NKP: 502-10522/2 Stand des NKP: 2012-02-08 Name: PARK                   |
| BW   | Datei hochladen | Säule mit Fundament 1.(sk) ObjektID: 502-10522/3 | Slobody nám. 1 Standort KG: Čadca Konskr.Nr.:       | kamenný                                            | Stein                                            | č. NKP: 502-10522/3 Stand des NKP: 2012-02-08 Name: STĹP S PODSTAVCOM I.   |
| BW   | Datei hochladen | Statue 1(sk) ObjektID: 502-10522/4               | Slobody nám. 1 Standort KG: Čadca Konskr.Nr.:       | sv.Ján Nepomucký;socha sv.Jána Nepomuckého         | St. Johannes Nepomuk                             | č. NKP: 502-10522/4 Stand des NKP: 2012-02-08 Name: SOCHA I.               |
| BW   | Datei hochladen | Säule mit Fundament 2.(sk) ObjektID: 502-10522/5 | Slobody nám. 1 Standort KG: Čadca Konskr.Nr.:       | kamenný                                            | Stein                                            | č. NKP: 502-10522/5 Stand des NKP: 2012-02-08 Name: STĹP S PODSTAVCOM II.  |
| BW   | Datei hochladen | Statue 2(sk) ObjektID: 502-10522/6               | Slobody nám. 1 Standort KG: Čadca Konskr.Nr.:       | sv.Ján Nepomucký;socha sv.Jána Nepomuckého         | St. Johannes Nepomuk                             | č. NKP: 502-10522/6 Stand des NKP: 2012-02-08 Name: SOCHA II.              |
| BW   | Datei hochladen | Säule mit Fundament 3.(sk) ObjektID: 502-10522/7 | Slobody nám. 1 Standort KG: Čadca Konskr.Nr.:       | kamenný                                            | Stein                                            | č. NKP: 502-10522/7 Stand des NKP: 2012-02-08 Name: STĹP S PODSTAVCOM III. |
| BW   | Datei hochladen | Statue 3(sk) ObjektID: 502-10522/8               | Slobody nám. 1 Standort KG: Čadca Konskr.Nr.:       | sv.Ján Nepomucký;socha sv.Jána Nepomuckého         | St. Johannes Nepomuk                             | č. NKP: 502-10522/8 Stand des NKP: 2012-02-08 Name: SOCHA III.             |
| BW   | Datei hochladen | Statuengruppe(sk) ObjektID: 502-10522/9          | Slobody nám. 1 Standort KG: Čadca Konskr.Nr.:       | Golgota;podstavec so sochami a kartuš.             | Darstellung von Golgatha                         | č. NKP: 502-10522/9 Stand des NKP: 2012-02-08 Name: SÚSOŠIE                |
| BW   | Datei hochladen | Statuengruppe(sk) ObjektID: 502-10522/10         | Slobody nám. 1 Standort KG: Čadca Konskr.Nr.:       | Golgota;socha Panny Márie                          | Jungfrau Maria                                   | č. NKP: 502-10522/10 Stand des NKP: 2012-02-08 Name: SÚSOŠIE               |
| BW   | Datei hochladen | Statuengruppe(sk) ObjektID: 502-10522/11         | Slobody nám. 1 Standort KG: Čadca Konskr.Nr.:       | Golgota;socha sv.Jána Evanjelistu                  | St. Johannes der Evangelist                      | č. NKP: 502-10522/11 Stand des NKP: 2012-02-08 Name: SÚSOŠIE               |
| ja   | Datei hochladen | Stutuengruppe(sk) ObjektID: 502-10522/12         | Slobody nám. 1 Standort KG: Čadca Konskr.Nr.:       | Golgota;socha Márie Magdalény                      | Maria Magdalena                                  | č. NKP: 502-10522/12 Stand des NKP: 2012-02-08 Name: SÚSOŠIE               |
| BW   | Datei hochladen | KRÍŽ S KORPUSOM ObjektID: 502-10522/13           | Slobody nám. 1 Standort KG: Čadca Konskr.Nr.:       | liatinový,Ukrižovaný Kristus;socha Krista na kríži | Gusseisen, Christus am Kreuz                     | č. NKP: 502-10522/13 Stand des NKP: 2012-02-08 Name: KRÍŽ S KORPUSOM       |
| BW   | Datei hochladen | Bürgerhaus(sk) ObjektID: 502-10523/0             | Slobody nám. 11 Standort KG: Čadca Konskr.Nr.: 61   | nárožný                                            | Eckhaus                                          | č. NKP: 502-10523/0 Stand des NKP: 2012-02-08 Name: DOM MEŠTIANSKY         |
| BW   | Datei hochladen | Wohnhaus(sk) ObjektID: 502-10524/0               | Slobody nám. 13 Standort KG: Čadca Konskr.Nr.: 60   | schodiskový,radový                                 | Reihenhaus                                       | č. NKP: 502-10524/0 Stand des NKP: 2012-02-08 Name: DOM BYTOVÝ             |

## Legende
Die Tabelle enthält im Einzelnen folgende Informationen:
| Foto:                    | Fotografie des Denkmals. |
| Denkmal / č. ÚZPF:       | Die Übersetzung der Bezeichnung des Denkmals, wie sie vom Slowakischen Denkmalamt (Pamiatkový úrad Slovenskej republiky) verwendet wird. Die Originalbezeichnung ist unter dem Fragezeichen angegeben. Fehlt die Übersetzung, so wird die Originalbezeichnung direkt angezeigt. Weiters ist die Objekt-Identifikationsnummer (Objekt ID) angeführt. Sie ist die offizielle, in der Slowakei eindeutige Nummer č. ÚZPF inklusive der zugehörigen Zählnummer, wie sie in den Daten des Denkmalamtes angegeben wird. Da diese nur innerhalb eines Landkreises gezählt wird, ist dessen Nummer der Denkmalnummer vorangestellt. |
| Standort:                | Wenn in der Liste vorhanden, ist die Adresse angegeben. In Klammern kann sich noch eine zusätzliche Adresse befinden, wenn es beispielsweise ein Eckhaus ist. Bei freistehenden Objekten ohne Adresse (zum Beispiel bei Bildstöcken) ist eine Adresse angegeben, die in der Nähe des Objekts liegt. Durch Aufruf des Links Standort wird die Lage des Denkmals in verschiedenen Kartenprojekten angezeigt. Darunter sind die Katastralgemeinde (KG) und, wenn vorhanden, die Konskriptionsnummer (Konskr. Nr.) angegeben.                                                                                                   |
| Offizielle Beschreibung: | Es ist die Kurzbeschreibung auf Slowakisch, wie sie in den offiziellen Listen angegeben ist, eingetragen. |
| Beschreibung:            | Kurze Angaben zum Denkmal auf Deutsch. |
| Metadaten:               | Zusätzlich werden, wenn in den persönlichen Einstellungen das Helferlein Dauerhaftes Einblenden von Metadaten aktiviert ist, ebensolche angezeigt. |

- Karte mit allen Koordinaten:
- OSM |
- WikiMap